# 津競艇場
津競艇場（つきょうていじょう）は、三重県津市にある競艇場である。

## 概要
通称は津競艇（つきょうてい）、2010年以降はBOAT RACE津（ボートレースつ）。主催者は津市。
競艇発祥の地といえば大村競艇場であるが、全国初の認可を受けたのは津競艇場である。当時は津市以外に桑名市・鈴鹿市・宇治山田市・鳥羽市・志摩郡的矢村が競艇場誘致に名乗りを上げたが、津市はモーターボート競走法成立から間もない1951年（昭和26年）10月に全国初となる競技用ボートの試走会を開くなど、実績面で先行し認可を得た。
1952年（昭和27年）7月に岩田川河口にて第一回の開催が行われ、津競艇場ではこれを「全国初の競艇開催」だと主張している。岩田川時代は、漁船が河口近くを通ると波が発生し水面にうねりができ、選手たちが苦労したとのエピソードが残っている。また「競艇」の名称を用い始めたのも本場とされており、開設当時の志田勝津市長が考案し競輪にならって「ケイテイ」と読ませる案もあったものの「兄弟相せめぐ」を連想させてしまう事から「キョウテイ」の読み方となった。
1969年（昭和44年）に現在の地へ移転。2000年（平成12年）には新スタンドがオープンした。
マスコットキャラクターは1993年に登場した恐竜の「ツッキー」。妻の「ツッピー」息子の「ツックン」娘の「ツーコ」の4人家族。ドリーム戦が行われるときは「ツッキードリーム」と名前が付けられる場合もある。2022年にデザインがリニューアルした。
企画番組として、1レースは1号艇を主力A級選手・他をB級選手とした「ツッキーレース」、5レースは1号艇はA級選手（他の艇にA級が入る場合あり）の「5ールドレース」が行われている。
三重県鳥羽市出身の演歌歌手である鳥羽一郎が当競艇場の名誉執行委員長を務めている。場内映像は日本トーター株式会社が運用している。
実況及び展示進行はアップライト所属の佐竹亮がメイン実況担当し、不定期でアップライト社長の小林習之や梶西達も担当。かつては、現在浜名湖競艇場を担当している藤本悠暉が実況を担当していた（現在は展示進行のみ）。梶西は2022年（令和4年）3月迄メディアターナーに所属しており、尼崎競艇場や他の競艇場での実況に交わっていた。2023年12月からは同年7月頃迄多摩川競艇場でメイン実況担当していた阿部宣祐や2024年4月からは佐藤一貴が不定期で実況担当に交わっており、2024年4月以降は佐藤が前半レースを、佐竹が後半レースを主に担当している。佐竹・小林・梶西・阿部・佐藤以外では蒲郡競艇場でメイン実況担当の高橋貴隆と山口新之輔、並びに宮島競艇場でメイン実況担当の有冨義浩と土谷由美が代理実況担当している。
2022年9月7日、CMで便宜を図った見返りに賄賂を受け取ったとして津市ボートレース事業部経営管理課主幹の46歳の男性と三重テレビ放送東京支社の35歳の男性が収賄容疑で逮捕された。同年12月22日、津地方裁判所から2人にそれぞれ執行猶予付きの有罪判決が言い渡された。

## コース概要

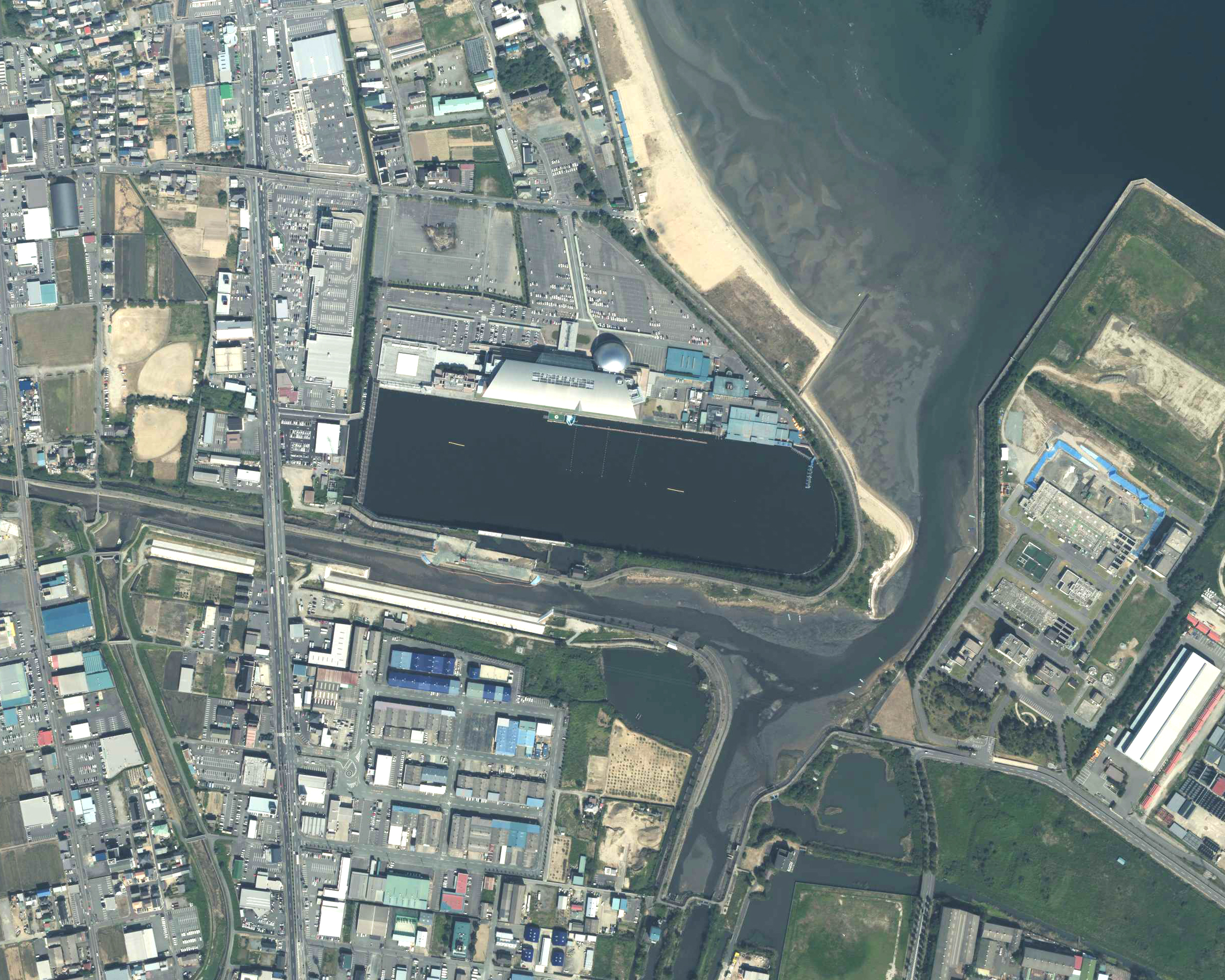
津競艇場周辺の空中写真。2011年10月9日撮影。。

競走水面はプール で、水質は海水、または海水に近い半淡水。
1マークホーム側の幅が54mと全国で2番目に広く、発走ピットはホーム岸側から出て行くスタイル（現在は悪天候時を除いては2マーク奥からの通常のピットに変更）。
南北に縦長で、南風の通り道となる伊勢湾に面するため、夏場はその季節風に晒されて、特に冬場は鈴鹿山脈からの吹き降ろし（一部ではあるが地元の人から鈴鹿颪と言われる）をまともに受ける。風速は5mほど であるが、冬場には10m近くになることもある等、東海地方の中では最も難水面の競艇場と言われている。イン優勢の流れは他の競艇場同様変わらないが、強風が吹くと水面コンディションは急激に悪化してインの勝率が下がってセンターやアウトコースからの差しや捲りが多くなる等、コース不問の多彩な決まり手が発生しやすい競艇場と言える。
2009年9月10日初日の開催より大型吸気サイレンサー付き減音型のモーターが採用され、2015年9月からは出力低減モーターが導入された。
2021年2月12日より新競技棟・新選手管理棟の建設工事に着工。1ヶ月から半年に及ぶ長期休場期間を数回設ける形で工事を行い、令和7年度完成予定。
- レース休催期間(予定)
  - 2021年（令和3年)2月12日～3月16日、6月21日～9月10日
  - 2022年（令和4年）12月～2023年（令和5年）4月
  - 2023年（令和5年）8月21日～12月15日
  - 2024年（令和6年）6月、12月

また、2023年(令和5年)8月21日から令和6年秋頃(予定)まで指定席改修工事も行なわれる。

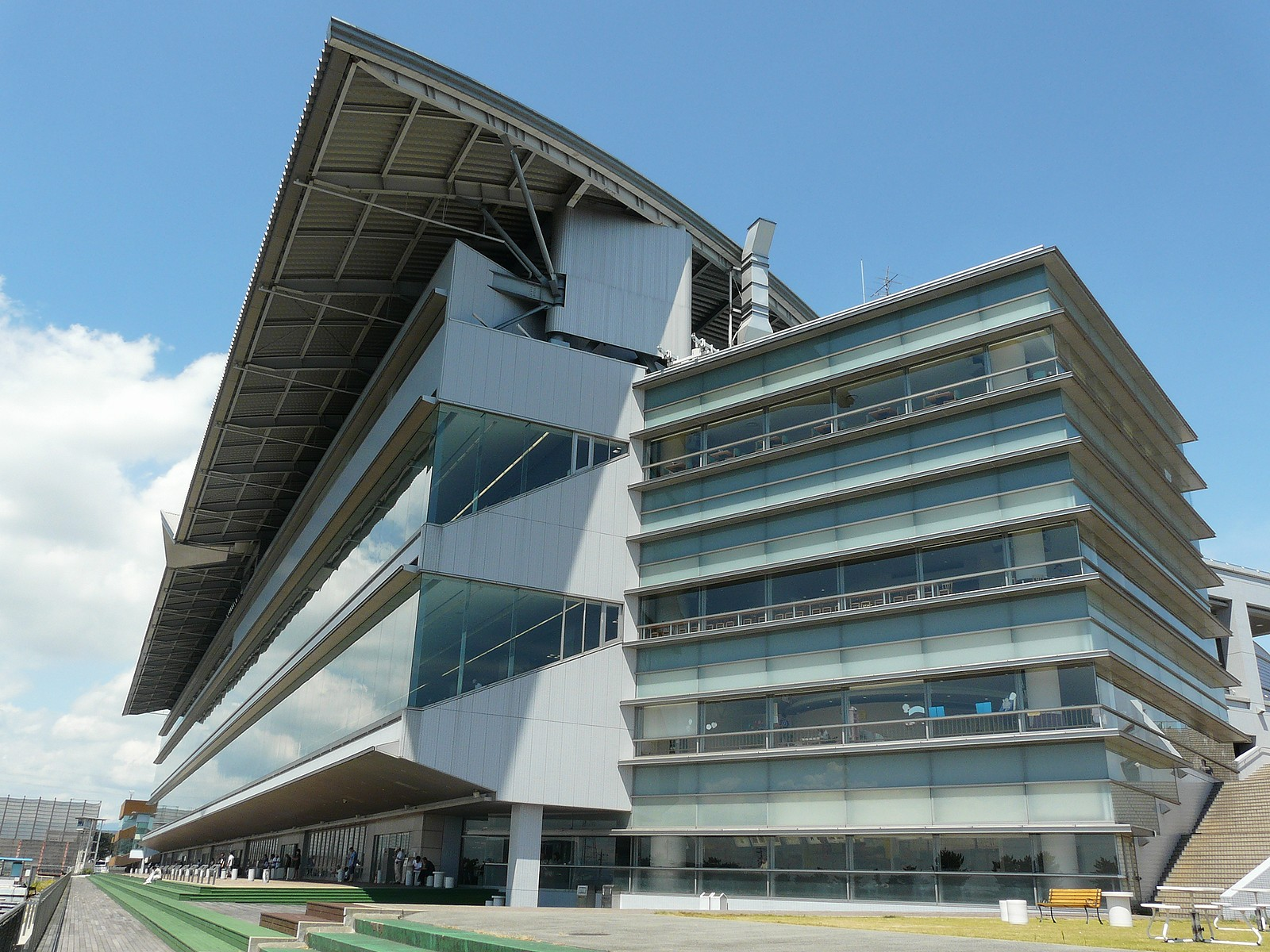
観客席
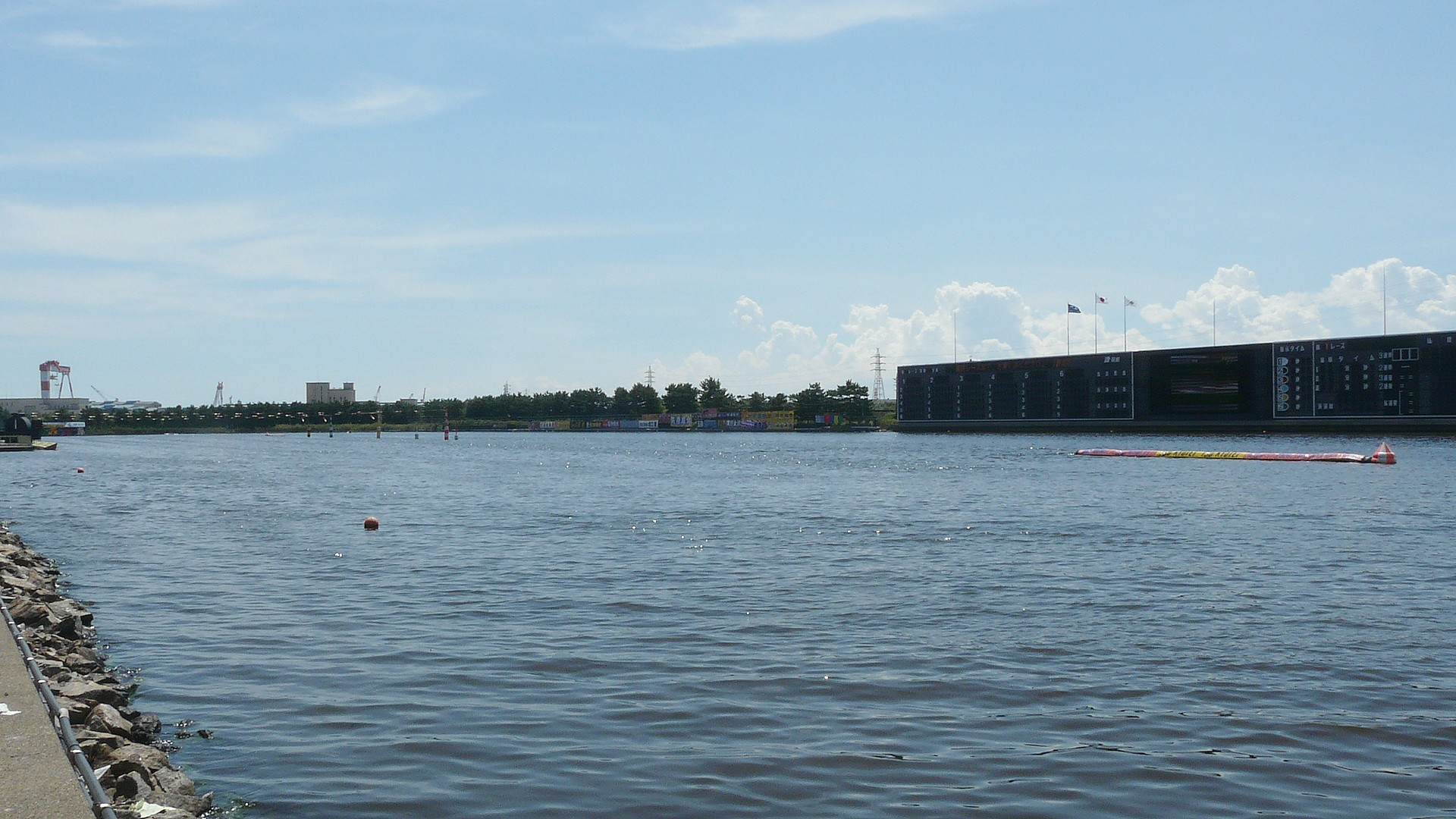
水面
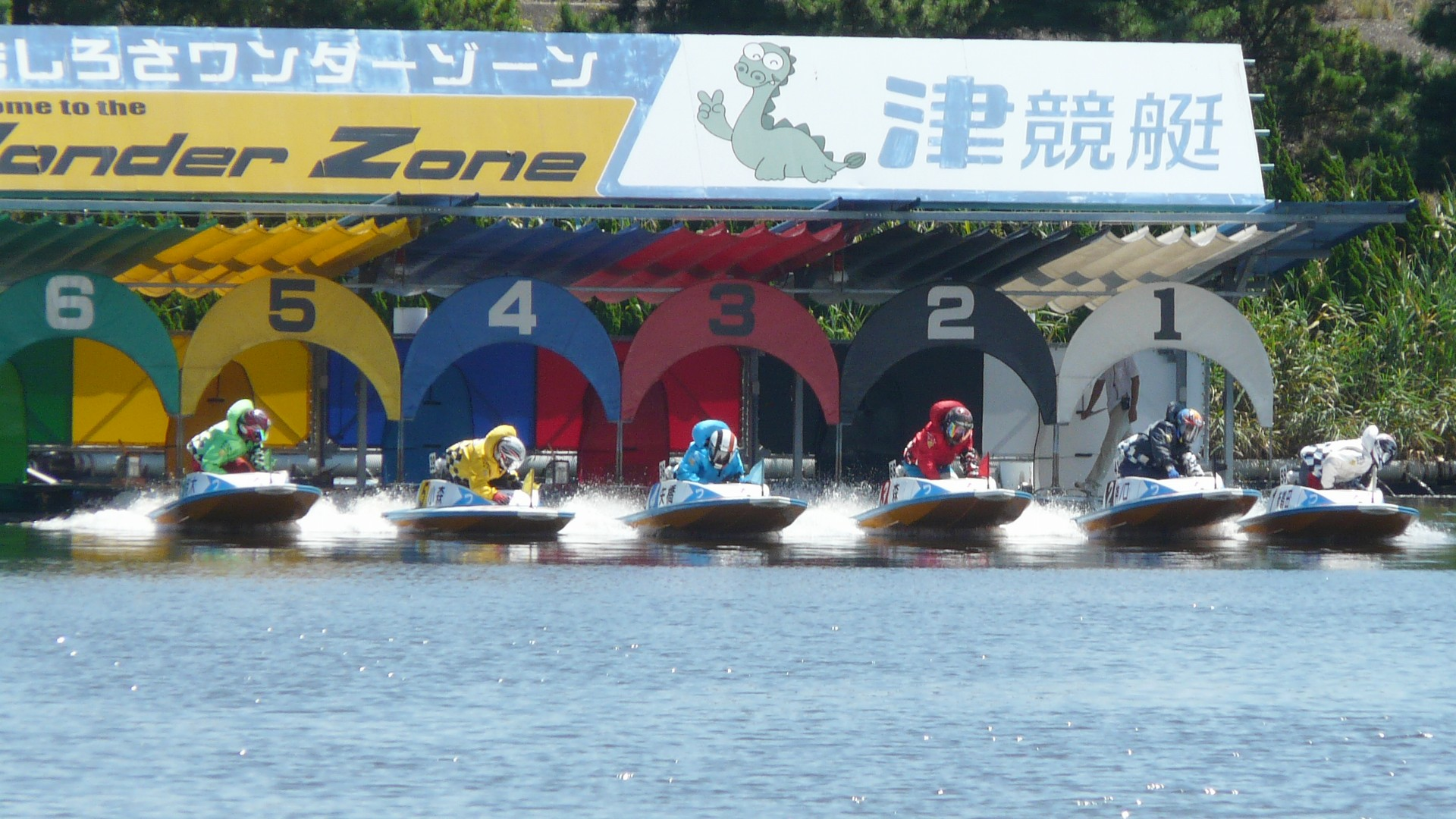
発走ピット
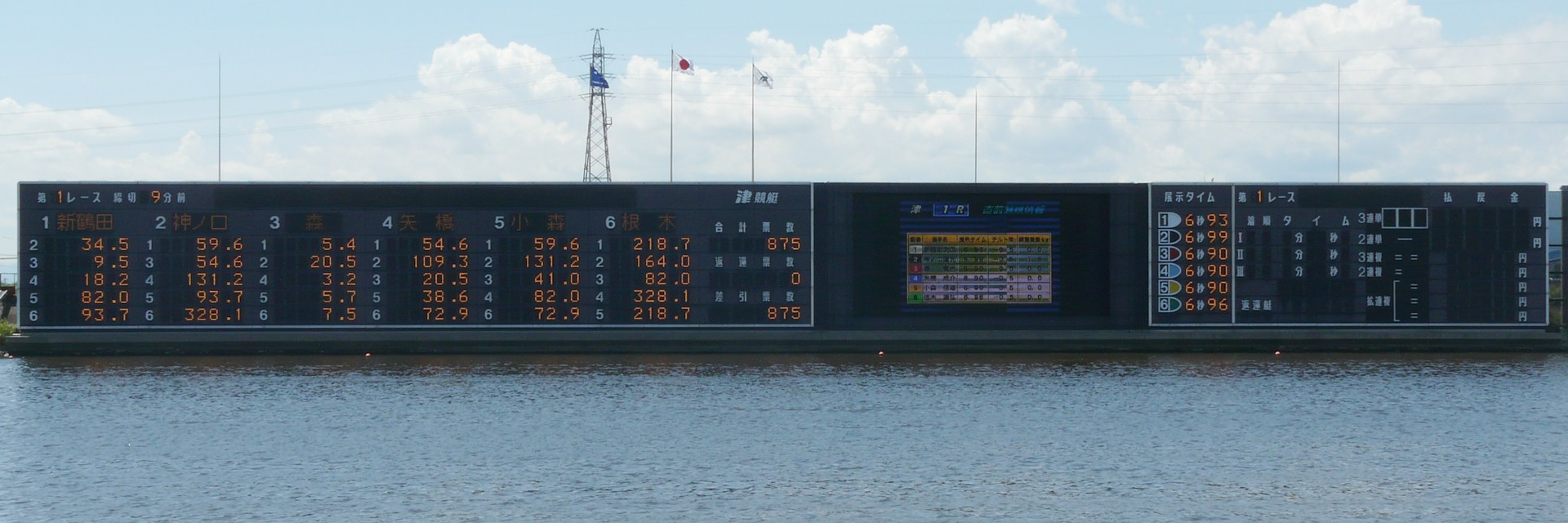
電光掲示板

## 主要開催競走
周年記念 (GI) としてつつじ賞王座決定戦が行われていたが、2019年（令和元年）5月に行われる67周年記念でつつじ賞の名称は最後になった。公式サイトでは「つつじ賞ラストラン 周年記念はネクストステージへ」「令和最初のG1は最後のつつじ賞」と銘打たれた。2019年8月、新名称は『G1ツッキー王座決定戦』に決定したと発表。
企業杯 (GIII) として三重交通の観光バスの名称に由来するマキシーカップが行なわれている。
正月には伊勢新聞社新春レース、ゴールデンウィークにはスポーツニッポンパール賞競走、お盆には中京スポーツ・三重テレビ納涼しぶき杯争奪戦競走が行なわれている。
モーターボート記念や全日本選手権を制し、競艇の神様と称された倉田栄一を称え、その名が付いたレースも行なわれている。

## SG開催実績
| 年度 | 競走名                      | 優勝者   | 登番 | 出身 |
| ---- | --------------------------- | -------- | ---- | ---- |
| 1956 | 第2回モーターボート記念     | 鈴木成彦 | 292  | 三重 |
| 2002 | 第5回競艇王チャレンジカップ | 植木通彦 | 3285 | 福岡 |
| 2005 | 第52回全日本選手権          | 太田和美 | 3557 | 奈良 |
| 2013 | 第16回チャレンジカップ      | 森高一真 | 4030 | 香川 |

令和7年10月21日～26日に「第72回 ボートレースダービー（全日本選手権）」が開催される。SG開催は2013年の「第16回チャレンジカップ」以来12年ぶり、「ボートレースダービー（全日本選手権）」は20年ぶり2回目。

## 三重支部所属の有力選手
級別は2025年後期のもの
A1級
- 坂口周（3984）
- 井口佳典（4024）
- 桐本康臣（4043）
- 東本勝利（4066）
- 安達裕樹（4227）
- 新田雄史（4344）
- 中嶋健一郎（4579）
- 松尾充（4754）
- 豊田健士郎（4856）
- 吉川貴仁（4926）

A2級
- 間嶋仁志（3362）
- 荒川健太（4049）
- 東本勝利（4066）
- 浜野孝志（4156）
- 岡祐臣（4261）
- 南佑典（4466）
- 平田健之佑（4470）
- 春園功太（4796）
- 中山将（4797）
- 高田ひかる（4804）
- 松尾拓（4808）
- 松井洪弥（4824）
- 畑竜生（4962）
- 宇留田翔平（5010）
- 中山翔太（5256）

B1・B2級
- 森竜也（3268）
- 小森信雄（3392）
- 中村守成（3605）
- 矢橋成介（3644）
- 本部めぐみ（3704）
- 浅香文武（3712）
- 星野太郎（3842）
- 澤大介（3852）
- 黒崎竜也（3931）
- 花本夏樹（4181）
- 岸本雄貴（4270）
- 加藤綾（4300）
- 土性雅也（4340）
- 松本庸平（4358）
- 鈴木祐美子（4385）
- 石塚裕介（4431）
- 安田吉宏（4461）
- 篠木亜衣花（4548）
- 塩崎桐加（4589）
- 乃村康友（4618）
- 中北将史（4623）
- 山下夏鈴（5013）
- 宮村勇哉（5020）
- 山川波乙（5078）
- 坪井爽佑（5128）
- 上野拓馬（5130）
- 中野孝二（5183）
- 宇恵有香（5204）
- 松田淳平（5275）
- 渡邊雄斗（5354）
- 中村楓（5383）
- 長野未来（5399）
- 龍田真白（5416）

## 外向発売所（津インクル）
2011年（平成13年）9月10日に、従来の外向前売発売所を移転・リニューアルする形で、外向発売所「津インクル」が開設された。スタンド棟の南西側、国道23号沿いに位置する。
この施設は、従来の舟券の発売・払い戻しだけでなく、レース映像やオッズなどを見る事が可能で、サンクスの小型店舗や飲み物の自動販売機も設置されている。座席数は108席、窓口数は16窓と、外向発売所にしては非常に大規模で、むしろミニボートピアに近い雰囲気がある。
開場は午前7時30分。本場（津競艇）で発売をしていないレースも取り扱っており、本場の開催日・非開催日を問わず、モーニングレース・ナイターレースを含めて一日最大6場（開設当初は3場、2012年（平成24年）2月21日 - 2016年（平成28年）1月13日は4場、同年1月29日 - は6場）を発売する。

## 交通アクセス
鉄道の場合、JR東海紀勢本線・近鉄名古屋線・伊勢鉄道伊勢線津駅または近鉄名古屋線津新町駅から1時間あたり2本の無料送迎バスが運行されている。また、三重県内主要都市から午前中に1本ずつ無料送迎バスが運行されている。
車の場合は、伊勢自動車道の津IC・久居ICからそれぞれ約20分。